# Anselmo (futebolista)
José Antônio Cardoso Anselmo Pereira, mais conhecido como Anselmo, (Nova Friburgo, 20 de março de 1959) é um ex-futebolista brasileiro que atuava como atacante.

## Carreira
Anselmo integrou o time do Flamengo campeão mundial de 1981, onde era reserva. Também atuou pelo Ceará, pelo Guabirá da Bolívia, pelo Coritiba, pelo Sport e pelo Louletano de Portugal, equipe onde encerrou a carreira em 1990.

## O soco em Mario Soto
No terceiro jogo da final da Libertadores de 1981, entre Flamengo e Cobreloa, Anselmo foi protagonista de um episódio que entrou para a história do torneio: entrou no lugar de Nunes com apenas um objetivo: vingar-se do zagueiro Mario Soto, que abusou da violência na partida realizada em Santiago - Lico e Adílio, atingidos no rosto foram as principais vítimas de Soto, que, segundo alguns jogadores do Flamengo, usava uma pedra na mão para agredir os atletas. A violência do zagueiro chegou a surpreender, inclusive, o ditador Augusto Pinochet.
Na partida-desempate, Soto cometeu uma falta violenta sobre Tita, revoltando os reservas flamenguistas. Foi aí que Paulo César Carpeggiani colocou Anselmo exclusivamente para revidar as agressões do chileno. Depois de alguns segundos, por ordem de Carpeggiani, o atacante desferiu um soco no rosto de Soto, que caiu no gramado. Anselmo foi expulso juntamente com o zagueiro.
No desembarque, torcedores do Flamengo exibiam uma faixa onde se lia: "Anselmo Vingador!", tornando o atacante o novo ídolo da torcida rubro-negra. Em 2006, Anselmo declarou que não se arrependia do "soco vingador".

## Estatísticas
Até 11 de abril de 1982.

### Clubes
| Clube             | Temporada         | Campeonato nacional | Campeonato nacional | Campeonato nacional | Copa nacional[a] | Copa nacional[a] | Copa nacional[a] | Competições continentais[b] | Competições continentais[b] | Competições continentais[b] | Outros torneios[c] | Outros torneios[c] | Outros torneios[c] | Total | Total | Total   |
| Clube             | Temporada         | Jogos               | Gols                | Assist.             | Jogos            | Gols             | Assist.          | Jogos                       | Gols                        | Assist.                     | Jogos              | Gols               | Assist.            | Jogos | Gols  | Assist. |
| ----------------- | ----------------- | ------------------- | ------------------- | ------------------- | ---------------- | ---------------- | ---------------- | --------------------------- | --------------------------- | --------------------------- | ------------------ | ------------------ | ------------------ | ----- | ----- | ------- |
| Flamengo          | 1978              | —                   | —                   | —                   | —                | —                | —                | —                           | —                           | —                           | 2                  | 1                  | 0                  | 2     | 1     | 0       |
| Flamengo          | 1979              | —                   | —                   | —                   | —                | —                | —                | —                           | —                           | —                           | 2                  | 1                  | 0                  | 2     | 1     | 0       |
| Flamengo          | 1980              | 3                   | 1                   | 0                   | —                | —                | —                | —                           | —                           | —                           | 16                 | 5                  | 0                  | 19    | 6     | 0       |
| Flamengo          | 1981              | 5                   | 0                   | 0                   | —                | —                | —                | 2                           | 1                           | 0                           | 3                  | 1                  | 0                  | 10    | 2     | 0       |
| Flamengo          | 1982              | 4                   | 1                   | 0                   | —                | —                | —                | —                           | —                           | —                           | —                  | —                  | —                  | 4     | 1     | 0       |
| Flamengo          | Total             | 12                  | 2                   | 0                   | 0                | 0                | 0                | 2                           | 1                           | 0                           | 23                 | 8                  | 0                  | 37    | 11    | 0       |
| Total na carreira | Total na carreira | 12                  | 2                   | 0                   | 0                | 0                | 0                | 2                           | 1                           | 0                           | 23                 | 8                  | 0                  | 37    | 11    | 0       |

- a. ^ Jogos da Copa do Brasil
- b. ^ Jogos da Copa Libertadores da América
- c. ^ Jogos do Amistoso, Campeonato Carioca, Torneio de Inverno de Nova Friburgo e Copa Punta Del Este

|          | Data                   | Local                                   | Resultado | Adversário        | Gols | Assist. | Competição                           |
| -------- | ---------------------- | --------------------------------------- | --------- | ----------------- | ---- | ------- | ------------------------------------ |
| Flamengo |                        |                                         |           |                   |      |         |                                      |
|          | 28 de outubro de 1981  | Maracanã, Rio de Janeiro, Brasil        | 4–1       | Jorge Wilstermann | 1    | 0       | Copa Libertadores da América de 1981 |
|          | 23 de novembro de 1981 | Estádio Centenário, Montevidéu, Uruguai | 2–0       | Cobreloa          | 0    | 0       | Copa Libertadores da América de 1981 |

### Seleção Brasileira
Abaixo estão listados todos jogos e gols do futebolista pela Seleção Brasileira, desde as categorias de base. Abaixo da tabela, clique em expandir para ver a lista detalhada dos jogos de acordo com a categoria selecionada.
Sub-23 (Olímpico)
| Ano   |       |      |         |       |
| Ano   | Jogos | Gols | Assist. | Média |
| ----- | ----- | ---- | ------- | ----- |
| 1979  | 7     | 6    | 0       | 0,85  |
| 1980  | 3     | 1    | 0       | 0,33  |
| Total | 10    | 7    | 0       | 0,7   |

## Títulos
Flamengo
- Taça Organizações Globo: 1979
- Campeonato Carioca: 1979, e 1981
- Campeonato Brasileiro: 1980 e 1982
- Taça Guanabara: 1980
- Copa Punta del Este: 1981
- Taça Sylvio Corrêa Pacheco: 1981
- Copa Libertadores da América: 1981
- Mundial de Clubes: 1981

Ceará
- Campeonato Cearense: 1984

Coritiba
- Campeonato Paranaense: 1986

### Prêmios individuais
- Artilheiro do Campeonato Cearense: 1984 (28 gols)